# المجارين (أسلم)

تعديل مصدري - تعديل

المجارين هي إحدى قرى عزلة أسلم الشام بمديرية أسلم التابعة لمحافظة حجة، بلغ تعداد سكانها 54 نسمة حسب تعداد اليمن لعام 2004.